# Everton Football Club 1987-1988
Questa voce raccoglie le informazioni riguardanti l'Everton Football Club nelle competizioni ufficiali della stagione 1987-1988.

## Rosa
Vincitore del Charity Shield in apertura di stagione, durante il campionato l'Everton stazionò nelle posizioni a ridosso delle inseguitrici del Liverpool capolista, contendendosi il podio con il Nottingham Forest nell'ultima parte del torneo. Al termine della stagione la squadra concluse al quarto posto, ultima posizione teoricamente valida per l'accesso alla Coppa UEFA: l'allora vigente bando comminato dalla UEFA ai club inglesi dopo la Strage dell'Heysel impedì ai Toffees di partecipare alla competizione internazionale.
Il cammino dell'Everton in FA Cup venne caratterizzato da diverse ripetizioni dei primi due turni, per via del perdurare della situazione di parità, fino all'eliminazione al quinto turno per mano dei rivali cittadini del Liverpool. In Coppa di Lega l'Everton superò quattro turni, incontrando al terzo il Liverpool, fino alla semifinali dove riportò due sconfitte contro i futuri finalisti dell'Arsenal.

## Divise
Lo sponsor tecnico per la stagione 1987-1988 è Umbro, mentre lo sponsor ufficiale è NEC.
| Manica sinistra · Maglietta · Maglietta · Manica destra · Pantaloncini · Calzettoni | Manica sinistra · Maglietta · Maglietta · Manica destra · Pantaloncini · Calzettoni |  |

## Rosa
| N. |                        | Ruolo | Calciatore       |
| -- | ---------------------- | ----- | ---------------- |
|    | Inghilterra (bandiera) | P     | Alec Chamberlain |
|    | Inghilterra (bandiera) | P     | Bobby Mimms      |
|    | Galles (bandiera)      | P     | Neville Southall |
|    | Inghilterra (bandiera) | P     | Mike Stowell     |
|    | Inghilterra (bandiera) | D     | Neil Adams       |
|    | Inghilterra (bandiera) | D     | Alan Harper      |
|    | Inghilterra (bandiera) | D     | Derek Mountfield |
|    | Inghilterra (bandiera) | D     | Neil Pointon     |
|    | Inghilterra (bandiera) | D     | Paul Power       |
|    | Galles (bandiera)      | D     | Kevin Ratcliffe  |
|    | Inghilterra (bandiera) | D     | Ian Snodin       |
|    | Inghilterra (bandiera) | D     | Gary Stevens     |

| N. |                        | Ruolo | Calciatore        |
| -- | ---------------------- | ----- | ----------------- |
|    | Galles (bandiera)      | D     | Pat van den Hauwe |
|    | Inghilterra (bandiera) | D     | Dave Watson       |
|    | Irlanda (bandiera)     | C     | Kevin Sheedy      |
|    | Inghilterra (bandiera) | C     | Trevor Steven     |
|    | Scozia (bandiera)      | C     | Ian Wilson        |
|    | Inghilterra (bandiera) | C     | Paul Bracewell    |
|    | Inghilterra (bandiera) | C     | Peter Reid        |
|    | Inghilterra (bandiera) | A     | Wayne Clarke      |
|    | Inghilterra (bandiera) | A     | Adrian Heath      |
|    | Inghilterra (bandiera) | A     | Ian Marshall      |
|    | Scozia (bandiera)      | A     | Graeme Sharp      |